# Advanced Authoring Format
Das Advanced Authoring Format (AAF) ist ein Dateiformat zur Speicherung multimedialer Daten. In einer AAF-Datei ist ein komplettes Projekt („Composition“) gespeichert, sowohl die medialen Inhalte als auch Metadaten.
AAF ist kein offizieller Standard. Es erfährt jedoch Unterstützung unter anderem durch:
Avid, BBC, CNN, Discreet, Ascent Media, Matrox, Microsoft, Apple, Philips, Pinnacle, Quantel, Sony, Fairlight, Turner Entertainment Networks, und die U.S. National Geospatial-Intelligence Agency.
Die Datenstruktur des von der SMPTE standardisierten Medienaustauschformates MXF stellt eine Untergruppe des AAF dar.

## Zweck
AAF soll den Austausch von Multimedia-Projekten innerhalb eines Produktionsprozesses erleichtern. Die Media-Daten (z. B. Video- oder Audio-Daten) bleiben durch die Bearbeitung durch verschiedene spezialisierte Programme (z. B. nichtlinearer Videoschnitt, Animationsprogramme, Tonbearbeitung, Authoring usw.) unverändert, während eine Bearbeitung allein durch die Veränderung der Metadaten (z. B. Position von Schnitten oder Audioblenden) erfolgt.
So ist gewährleistet, dass verschiedene Anwendungen auf die Datei zugreifen können, die Datei aber trotz Veränderungen weiterhin durch andere Anwendungen lesbar bleibt. Dabei können die Programme nur diejenigen Metadaten lesen oder verändern, für dessen Bearbeitung das Programm vorgesehen ist. So kann eine reine 3D-Anwendung zwar neue Videodaten in die Datei einfügen, jedoch hat es keinen Zugriff auf die Schnittfolge, die von einem Schnittprogramm editiert wird.
Die konkrete Implementierung der Modifizierungen, die ein Programm an einer AAF-Datei ausführen kann, bleibt den Herstellern der Programme überlassen. Das AAF-SDK ist frei erhältlich.